# Raymond Eger
Pour les articles homonymes, voir Eger.
Raymond Eger est un producteur de cinéma et un auteur français, né le 13 avril 1911 à Paris et mort le 13 février 1982 dans la même ville. Il publiait ses écrits sous le nom de William Benjamin.

## Parcours
Raymond Eger a créé avec Roger de Venloo, Francis Cosne et Alexandre Mnouchkine la société des films Véga (vers 1938 ?) qui n'a pas résisté à la guerre. Il a continué à travailler quelques années avec Roger de Venloo dans Majestics Films avant de créer sa propre société vers 1949 : Les films E.G.E. ou EGE Films.

## Filmographie
- 1938 : Alerte en Méditerranée de Léo Joannon, avec. Nadine Vogel, Pierre Fresnay, Rolf Wanka, Kim Peacock - Prod. Sté des films Véga
- 1939 : L'Émigrante de Léo Joannon, avec Edwige Feuillère, Pierre Larquey
- 1947 : Quai des Orfèvres de Henri-Georges Clouzot, avec Louis Jouvet, Suzy Delair, Simone Renant, Bernard Blier, Charles Dullin, Prod. Majestic Films
- 1948 : Pattes blanches de Jean Grémillon, avec Suzy Delair - Prod. Majestic Films
- 1949 : Le 84 prend des vacances – de Léo Joannon, avec Paulette Dubost - Prod. Les Films E.G.E.
- 1951 : Atoll K de Léo Joannon, avec Laurel et Hardy - Prod. Les Films E.G.E., Universalia
- 1953 : Les Amants de Tolède de Henri Decoin, avec Françoise Arnoul, Gérard Landry – Prod. Les films E.G.E., Athéna Films, Lux Films
- 1953 : Dortoir des grandes de Henri Decoin, avec Jean Marais, Françoise Arnoul, Denise Grey, Jeanne Moreau – Prod. Les films E.G.E., Compagnie Française Cinématographique
- 1954 : Bonnes à tuer de Henri Decoin, avec Danielle Darrieux – Prod. Les films E.G.E., Compagnie Française Cinématographique, Noria Films
- 1956 : En effeuillant la marguerite de Marc Allégret, avec Daniel Gélin, Brigitte Bardot, Robert Hirsch, Darry Cowl - Prod. Les films E.G.E., Hoche Productions – Idée originale de William Benjamin
- 1958 : Sois belle et tais-toi de Marc Allégret, avec Henri Vidal, Mylène Demongeot, René Lefèvre, Alain Delon, Roger Hanin, Jean-Paul Belmondo - Prod. Les films E.G.E. – Idée originale de William Benjamin
- 1960 : Et mourir de plaisir de Roger Vadim, avec Mel Ferrer, Elsa Martinelli, Annette Vadim, Marc Allégret, Serge Marquand - Prod. Les films E.G.E., Documento Film
- 1963 : Les Bricoleurs de Jean Girault, avec Darry Cowl, Francis Blanche - Prod. Les films E.G.E., Les films Fernand Rivers
- 1963 : L'Abominable Homme des douanes de Marc Allégret, avec Darry Cowl, Pierre Brasseur, Francis Blanche - Prod. Les films E.G.E., Félix Films
- 1967 : Le Scandale de Claude Chabrol, avec Anthony Perkins, Maurice Ronet, Yvonne Furneaux, Stéphane Audran - Prod. Les films E.G.E., Universal – Idée originale de William Benjamin
- 1968 : Histoires extraordinaires de Federico Fellini, Louis Malle, Roger Vadim, avec Jane Fonda, Terence Stamp, Brigitte Bardot, Alain Delon, James Robertson Justice, Peter Fonda - Prod. Cocinor, Les Films Marceau, PEA, Les films E.G.E
- 1968 : Les Chiens verts du désert d'Umberto Lenzi, avec Ken Clark, Fabienne d’Ali - Prod. PEA, Constantin, Les films E.G.E.
- 1969 : La Tour de Nesle de Franz Antel, avec Jean Piat, Teri Tordai, Marie-Ange Aniès - Prod. Les films E.G.E.
- 1971 : Les Pétroleuses de Christian-Jaque, avec Brigitte Bardot, Claudia Cardinale - Prod. Les films E.G.E., Francos Films, Copercines, SNC, Vides Cinematografica
- 1974 : Vous intéressez-vous à la chose ? de Jacques Baratier, avec Nathalie Delon, Didier Haudepin, Renée Saint-Cyr - Prod. Les films E.G.E.
- 1976 : Une femme fidèle de Roger Vadim, avec Sylvia Kristel, Jon Finch, Nathalie Delon - Prod. Les films E.G.E., Paradoxe Films, Francos Films